# Ikona Matki Bożej „Wspomagająca Chlebem”
Ikona Matki Bożej „Wspomagająca Chlebem” – cudowna ikona Matki Bożej typu oranta. 

## Opis
Matka Boża przedstawiona jest w pozycji siedzącej, na białym obłoku, ponad polem, na którym widoczne jest dojrzałe, częściowo zżęte zboże. Maryja ma ręce wzniesione w górę w geście modlitewnym.

## Historia
Ikona została napisana w XIX wieku i była początkowo związana z Pustelnią Optyńską. Żyjący w niej starzec, późniejszy święty prawosławny Ambroży z Optiny szczególnie czcił Maryję, zaś ikonę „Wspomagająca Chlebem”, której sam nadał tę nazwę, podarował powstającej w pobliżu Optiny żeńskiej wspólnocie monastycznej pod wezwaniem Kazańskiej Ikony Matki Bożej. Ambroży nakazał również czcić ikonę co roku, 15 października. Polecał również wykonywanie kopii ikony, które następnie wręczał przybywającym do Pustelni Optyńskiej pielgrzymom. Autorstwo wizerunku nie jest znane.
Ikona zyskała opinię cudownej pod koniec XIX wieku. W 1891 modlitwy przed nią miały uchronić region Kaługi od nieurodzaju, jaki ogarnął całą Rosję. Rok później podobny cud miał mieć miejsce w Woroneżu, za sprawą kopii ikony wykonanej dla tamtejszego monasteru św. Paraskewy.